# Tadeusz Stetkiewicz
Tadeusz Stetkiewicz (zm. 1799) – generał lejtnant wojska Wielkiego Księstwa Litewskiego. 
Był ziemianinem z powiatu szawelskiego. W 1790 dowódca brygady (?) w 1 Dywizji Litewskiej. Według Machyni, Rakutisa i Srzednickiego był generałem majorem 1 dywizji, a generałem lejtnantem 2 Dywizji Litewskiej. Jako dowódcy brygady nie wymienia go także Bronisław Gembarzewski. 
Będąc pułkownikiem artylerii litewskiej, był posłem na sejm 1782 roku z powiatu lidzkiego. Był członkiem Komisji Wojskowej Obojga Narodów w 1788 roku.